# Spilogona gracilicornis
Spilogona gracilicornis är en tvåvingeart som beskrevs av Fritz Isidore van Emden 1951. Spilogona gracilicornis ingår i släktet Spilogona och familjen husflugor. Inga underarter finns listade i Catalogue of Life.